# Buzigues
Buzigues (en griego Βουζύγης "el que pone yunta a los bueyes") es, entre los atenienses, el nombre del personaje legendario que usó por primera vez una pareja de bueyes para labrar el campo, así como inventor del carro. Su carro se conservó como reliquia en la Acrópolis de Atenas. También fue el primero en prohibir que se matara a los bueyes y toros debido a su utilidad en la agricultura. 
Este personaje sería el ancestro de la familia eupátrida ateniense de los Buzigas a la que pertenecían Jantipo y su hijo Pericles. De esta familia procedían los sacerdotes de Zeus Teleo, que vigilaban el cumplimiento de los ritos del matrimonio, y que por eso recibían el apelativo de buzigas. Se sabe poco sobre la función de estos sacerdotes. Al parecer decretaban el comienzo de la época de la siembra, y pronunciaban maldiciones rituales contra los autores de determinados delitos. 
Según Plutarco una de las tres labores sagradas atenienses se desarrollaba en su honor al pie de la acrópolis. Las otras dos se desarrollaban en Esciron (en el camino a Eleusis) y en la llanura de Raro (nombre del padre de Triptólemo). El matrimonio era, también según Plutarco, la cuarta labor sagrada, lo que arroja luz sobre el vínculo entre Buzigues, el primer labrador, y los buzigas, los sacerdotes de Zeus Teleo. 